# Ahmadia

La bandera de l'ahmadisme.

La comunitat ahmadia (en urdú: احمدیہ, ahmadiyya) és un moviment missioner musulmà fundat l'any 1889 al Punjab, a l'Índia britànica, seguint els ensenyaments de Mirza Ghulam Ahmad (1835 - 1908) i que preconitza una renaixença de l'islam i la seva propagació pacífica. Actualment es calcula que té uns 10 milions de seguidors arreu del món.
Ghulam Ahmad va ser una figura religiosa important que deia haver acomplert les profecies sobre la reforma del món a la fi dels temps, tal com pronosticaven les tradicions de les diverses religions, i haver instaurat el triomf final d'islam. Va proclamar-se el mujaddid (reformista diví que apareix cada cent anys) del catorzè segle islàmic, el messies promès i el mahdí.
L'ahmadisme proposa una revisió de l'islam, reflexionant sobre el seu sentit profund i destacant-ne els aspectes pacífics i de tolerància. La visió del moviment pel que fa a certes creences i dogmes islàmics van crear controvèrsia des del moment del seu naixement, fins al punt que un bon nombre d'autoritats religioses no consideren els ahmadites com a musulmans. Tanmateix, ells mateixos s'hi consideren i reivindiquen practicar l'islam tal com el van ensenyar i practicar Muhàmmad i la primera comunitat musulmana.
Després de la mort del seu fundador, el moviment es va dividir en dues branques: la majoritària, batejada Comunitat musulmana ahmadia (Ahmadiyya Muslim Community) i una de minoritària, el Moviment ahmadia de Lahore per a la propagació de l'islam (Ahmadiyya Anjuman Ishaat-i-Islam). La primera està implantada en més de 190 països en els quals efectua diverses obres de caritat.